# Sofía Reinoso
Sofía Reinoso (23 de octubre de 1996) es una deportista mexicana que compite en piragüismo en la modalidad de eslalon. Ganó dos medallas de bronce en el Juegos Panamericanos de 2019.Integra la delegación mexicana en los Juegos Olímpicos de París 2024.

## Palmarés internacional
| Juegos Panamericanos | Juegos Panamericanos | Juegos Panamericanos | Juegos Panamericanos |
| Año                  | Lugar                | Medalla              | Competición          |
| -------------------- | -------------------- | -------------------- | -------------------- |
| 2019                 | Lima (Perú)          | Medalla de bronce    | K1 individual        |
| 2019                 | Lima (Perú)          | Medalla de bronce    | K1 extremo           |